# Tapis magique (Disney)
Pour les articles homonymes, voir Tapis magique.
Le tapis est un personnage de fiction qui est apparu pour la première fois dans le long métrage d'animation Aladdin. Le personnage apparaît dans les suites du film sorties directement en vidéo : Le Retour de Jafar (1994) et Aladdin et le Roi des voleurs, ainsi qu'une série télévisée, Aladdin (1994-95) et des bandes dessinées.

## Caractéristique particulières
- Deux attractions mettent en scène le tapis volant :
  - Tapis Volants d'Aladdin au parc Walt Disney Studios de Disneyland Paris
  - Magic Carpets of Aladdin au Magic Kingdom de Walt Disney World Resort[1]